# Le Chenit
Le Chenit es una comuna suiza del cantón de Vaud, situada en el distrito de Jura-Nord vaudois. Limita al noreste con la comuna de Le Lieu, al este con L'Abbaye, al sureste con Montricher, Berolle, Bière y Gimel, al sur con Saint-George, Longirod, Marchissy, Bassins y Arzier, al suroeste con Bois-d'Amont (FR-39), al oeste con Chapelle-des-Bois (FR-25) y Chaux-Neuve (FR-25), y al noroeste con Mouthe (FR-25).
La comuna formó parte hasta el 31 de diciembre de 2007 del distrito de La Vallée, círculo de Le Chenit.

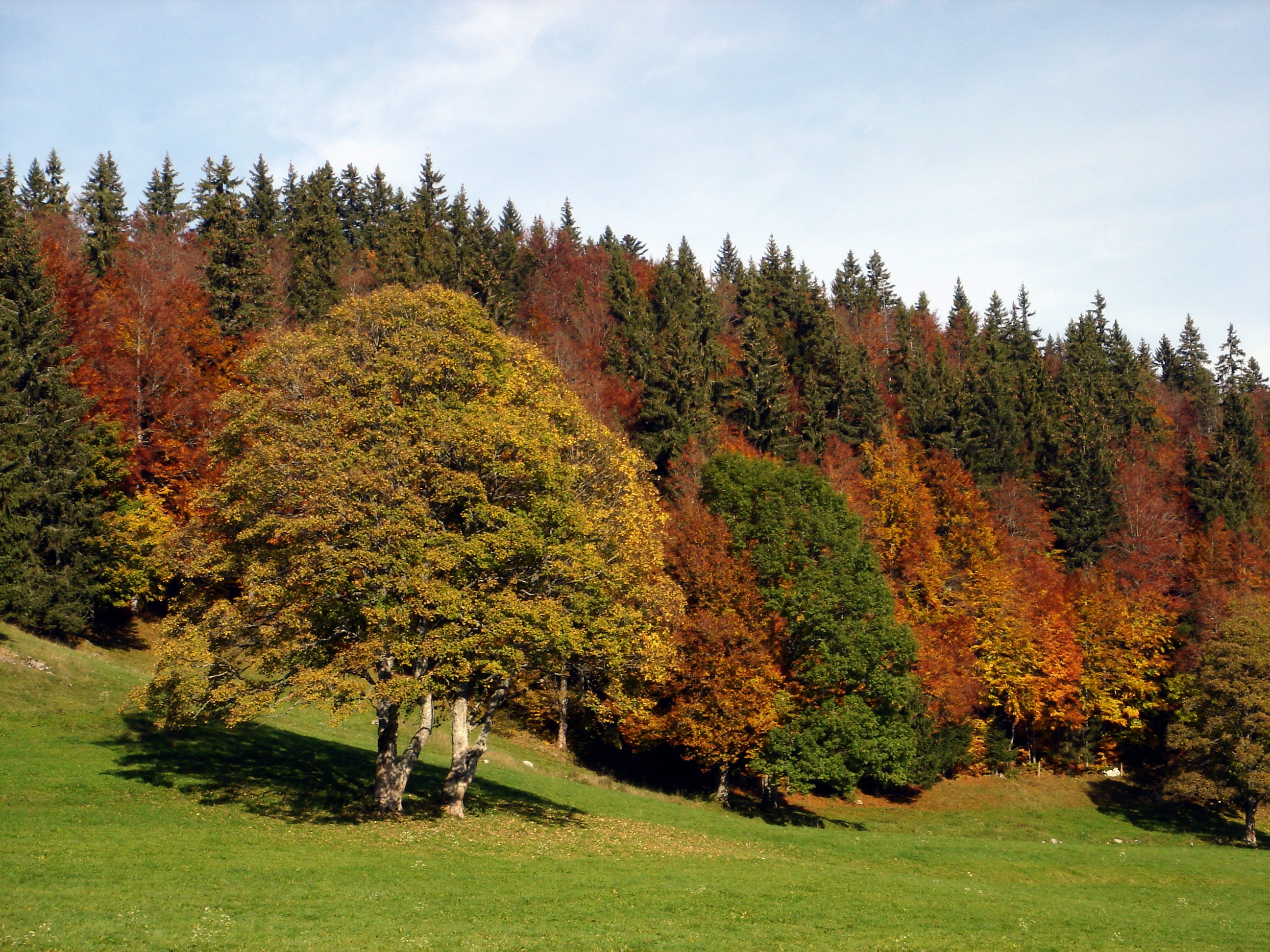
Bosque otoñal, Le Chenit.